# (9130) Galois
Pour les articles homonymes, voir Galois (homonymie).
(9130) Galois est un astéroïde de la ceinture principale.

## Description
(9130) Galois est un astéroïde de la ceinture principale. Il fut découvert par Eric Walter Elst le 25 avril 1998 à l'observatoire de La Silla. Il présente une orbite caractérisée par un demi-grand axe de 2,366 UA, une excentricité de 0,225 et une inclinaison de 1,623° par rapport à l'écliptique.
Il fut nommé en hommage au mathématicien français Évariste Galois (1811-1832), bien connu pour sa contribution à la théorie des groupes et sa mort tragique dans un duel à Paris à l'âge de 20 ans, sans que les circonstances ne soient éclaircies bien que ses activités pro-républicaines étaient bien connues.

## Compléments